# (20351) Kaborchardt
(20351) Kaborchardt (1998 HN127) – planetoida z pasa głównego asteroid okrążająca Słońce w ciągu 4,53 lat w średniej odległości 2,74 j.a. Odkryta 18 kwietnia 1998 roku.